# Самотній мисливець
«Самотній мисливець» (груз. «მარტოხელა მონადირე») — радянська грузинська драма режисера Кеті Долідзе 1989 року. Прем'єра фільму відбулася в серпні 1990 року в Москві.

## Сюжет
Напередодні весілля п'яні хулігани гвалтують наречену на очах у нареченого. Після одруження сімейне життя не складається, Хатуна не може позбутися від жахливих спогадів. Її молодий чоловік Андро вирішує помститися.

## У ролях
- Зураб Кіпшидзе — Андро
- Нінель Чанкветадзе — Хатуна
- Кахі Кавсадзе — Вахтанг
- Марина Джанашія — Маріка, сестра Андро
- Ніно Вачнадзе — Натіа
- Ліза Багратіоні — Ліза
- Резо Імнаїшвілі — Гогі Дзадзамідзе
- Дареджан Джоджуа — дружина Дзадзамідзе
- Заза Мікашавідзе — Міхо
- Тамаз Толорая — Темо Каландадзе
- Міхаїл Джоджуа — Макалатія

## Знімальна група
- Режисер: Кеті Долідзе
- Сценаристи: Микита Михалков, Віктор Мережко, Олександр Адабаш'ян
- Оператор: Михайло Мєдніков
- Композитор: Гогі Члаїдзе
- Художник-постановник: Георгій Мікеладзе